# Tromsøya

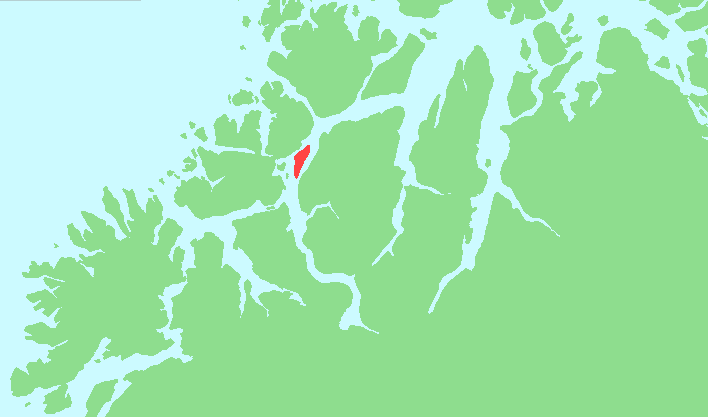
Tromsøya

Tromsøya est une petite île côtière du nord de la Norvège, dans le comté de Troms, située au-delà du cercle polaire, dans le détroit de Tromsøysundet entre le continent à l'est et l'île de Kvaløya à l'ouest. Elle abrite la ville de Tromsø, huitième ville de Norvège et principale ville de la région. D'une superficie de  21,7 km2 et assez plate, l'île a une population de 36 088 habitants (2012). 
Le lac Prestvannet occupe le milieu de l'île et constitue avec ses abords une réserve naturelle. L'île abrite l'aéroport de Tromsø, une université, l'hôpital universitaire de Norvège du Nord et le musée de Tromsø. L'île est reliée au continent par le pont de Tromsø et le tunnel de Tromsøysund et à l'île de Kvaløya par le pont Sandnessund. 

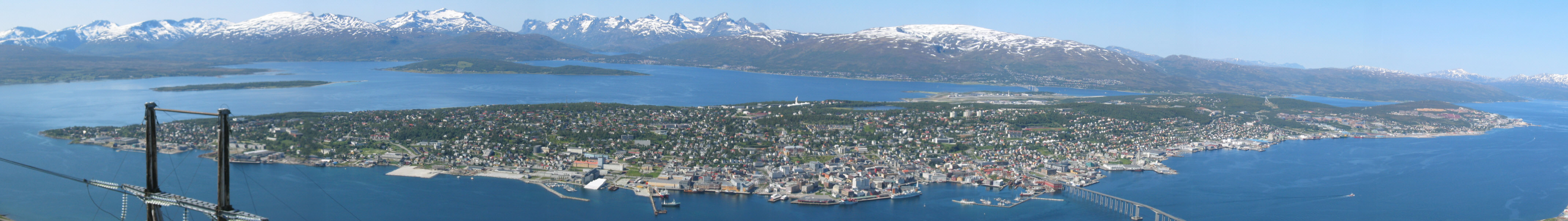
Tromsøya vue du continent